# Planxada extrema

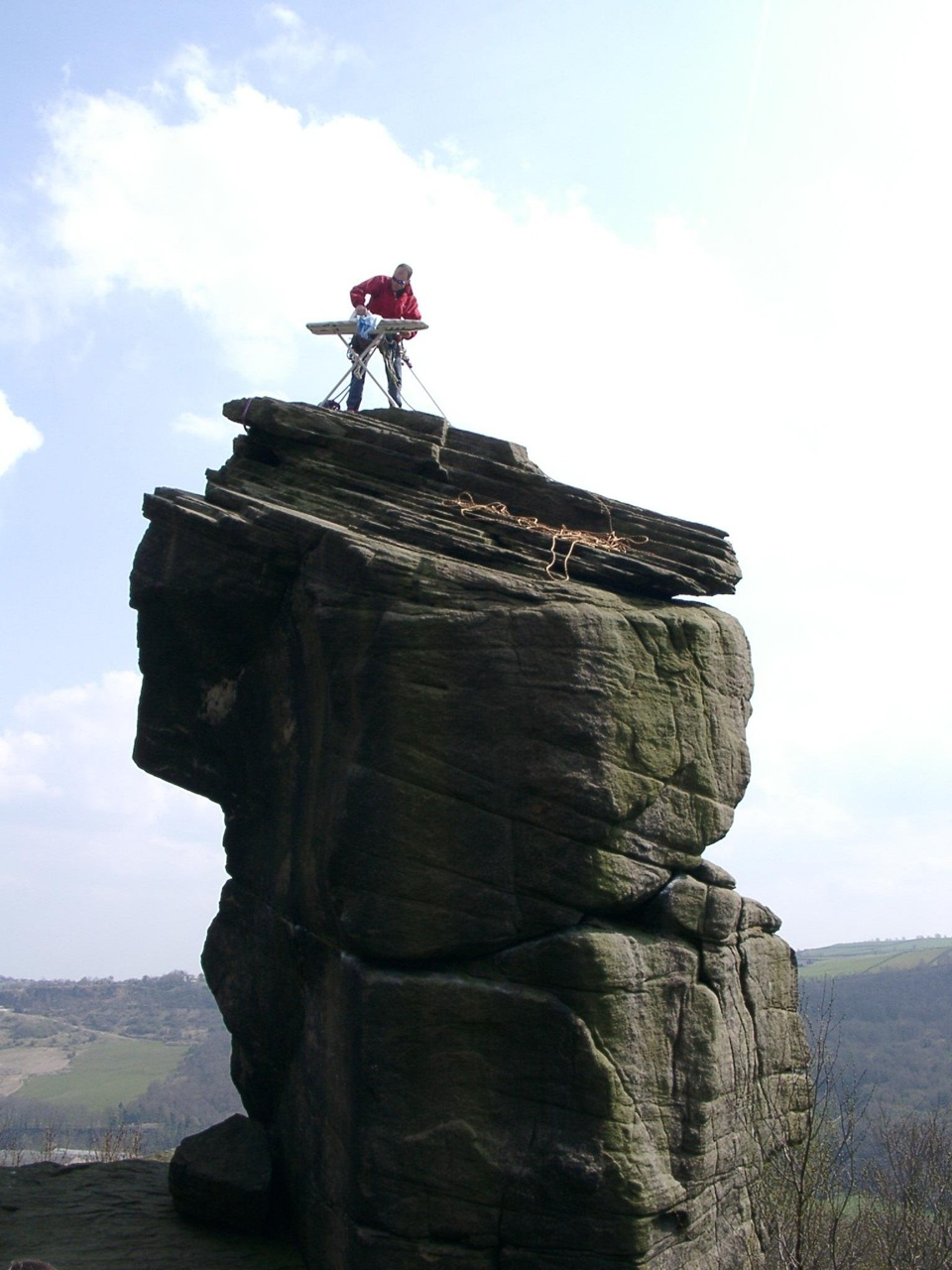
Planxant al cim d'una muntanya.

La planxada extrema és un esport extrem inventat l'any 1997 per Phil Shaw que consisteix a transportar una post de planxar a un lloc llunyà (per exemple, el cim d'una muntanya, un bosc, etc.) i planxar-hi diverses peces de roba tot practicant un esport (fent alpinisme, esquiant, anant en canoa, etc..). Segons la seva entitat reguladora, la planxada extrema és «el darrer esport de risc, que combina l'emoció d'una activitat extrema a l'aire lliure amb la satisfacció de la roba ben planxada». S'ha considerat però àmpliament més aviat un esport irònic.

## Nota
1. ↑  «planxada». Gran Diccionari de la Llengua Catalana.  Barcelona:  Grup Enciclopèdia Catalana.
2. ↑  "What is extreme ironing?" Arxivat 19 November 2013[Date mismatch] a Wayback Machine.. Team Steam
3. ↑  Harper, Nick «Jazz, giants and ironing boards». The Guardian [Londres], 14-12-2003 [Consulta: 16 febrer 2006]. «The idea, which combines the thrills of an extreme sport with the satisfaction of a well-pressed shirt, is thoroughly explained in this tongue-in-cheek manual...» Arxivat 2013-01-14 at Archive.is «Còpia arxivada». Arxivat de l'original el 2013-01-14. [Consulta: 1r febrer 2023].